# Istorija Asi Kljatjinoj, kotoraja ljubila, da ne vysjla zamuzj
Istorija Asi Kljatjinoj, kotoraja ljubila, da ne vysjla zamuzj (russisk: История Аси Клячиной, которая любила, да не вышла замуж, dansk Historien om Asja Kljatjina) er en sovjetisk spillefilm fra 1966 af Andrej Kontjalovskij.

## Medvirkende
- Iya Savvina som Asja Kljatjina
- Gennadij Jegorytjev som Tjirkunov
- Aleksandr Surin som Stepan
- Mikhail Kislov
- Ivan Petrov